# Грушинский, Рудольф (младший)
Рудольф Грушинский (младший) (чеш. Rudolf Hrušínský; 5 октября 1946, Прага) — чешский актёр кино, театра и телевидения. Сын народного артиста Чехословакии Рудольфа Грушинского.
Выпускник Академии артистического искусства в Праге. Играет на театральных сценах столицы. Снимается в кино и на телевидении.
Отец актера Рудольфа Грушинского (внука).

## Избранная фильмография
- 1980 — Signum laudis,
- 1980 — Postřižiny,
- 1983 — Jára Cimrman ležící, spící,
- 1983 — Праздник подснежников,
- 1984 — Rozpuštěný a vypuštěný,
- 1985 — Деревенька моя центральная
- 1988 — Dobří holubi se vracejí,
- 1991 — Начальная школа / Obecná škola — отец Тонды
- 1992 — Чёрные бароны,
- 1994 — Akumulátor 1,
- 1995 — Byl jednou jeden polda
- 1997 — Knoflíkáři,
- 1998 — Лебединое озеро / Jezerní královna — тюремщик
- 2006 — Я обслуживал английского короля / Obsluhoval jsem anglického krále —  директор гостиницы Тихота

Телесериалы
- 1988 — Cirkus Humberto,
- 1989—1993 — Dobrodružství kriminalistiky,
- 1991 — Silverův návrat na ostrov pokladů
- 1991 — Zdivočelá země,
- 1995 — Chobotnice 6 — Poslední tajemství
- 1996—1997 — Hospoda,
- 2001 — Duch český